# Karate (album)
Karate è l'omonimo album in studio di debutto del gruppo musicale statunitense Karate. È stato pubblicato nel 1996 da Southern Records.

## Tracce
1. Gasoline – 4:40
2. If You Can Hold Your Breath – 4:04
3. Trophy – 3:12
4. What Is Sleep? – 3:24
5. - - - – 4:29
6. Bad Tattoo – 3:00
7. Every Sister – 4:36
8. Bodies – 4:41
9. Caffeine or Me? – 5:47